# Guaranik

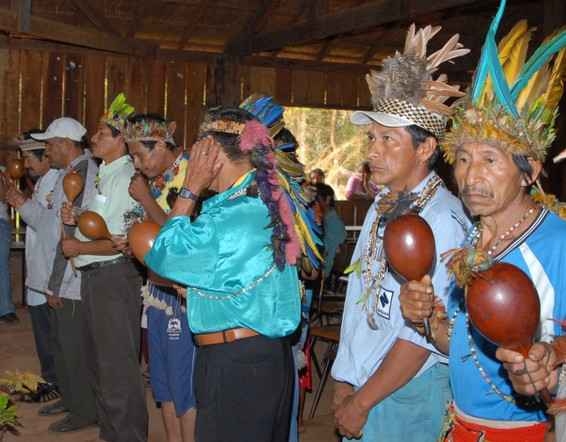
Guaranik

A guaranik egy dél-amerikai őslakos nép. Ők alkotják Paraguay bennszülött lakosságának legnagyobb részét. A guaranik kitűnő harcosok voltak, és már a spanyol gyarmatosítás előtt is fejlett kultúrával rendelkeztek. A jezsuiták később missziós telepekre gyűjtötték őket. A guaranik legközelebbi rokonai nyelvi és kulturális szempontból a tupik, a chiriguanók, az omaguák és a kokamák.
A guarinik világában játszódik Roland Joffé A misszió című filmje, amely 1987-ben a legrangosabb nemzetközi filmdíjat, az Arany Pálma-díjat nyerte el.